# 黄新友
黄新友（1912年—1985年10月15日），原名邓新友，壮族，广西百色凌云县泗城镇人。中国人民解放军将领、中国人民解放军开国少将。

## 生平
1929年参加百色起义，1930年加入中国共产党。第一次国共内战时期，任红七军第十九师五十五团排长，参加桂岭整编。红三军团司令部作战参谋，北上先遣支队司令部作战参谋，红军前敌总指挥部作战股股长。参加了长征。抗日战争时期，任八路军一二九师三八五旅七七一团参谋长，师教育科科长，115师三四四旅司令部作战科股长，六八八团参谋长、团长，一二九师新编第一旅副旅长，太行军区第四军分区司令员，第八军分区司令员。第二次国共内战期间，任太行军区副司令员兼第四军分区司令员，晋冀鲁豫军区第九纵队副司令员。
中华人民共和国成立后，任中国人民解放军总参谋部军事交通部副部长，河南省军区副司令员。1955年，授予中国人民解放军少将。1985年10月15日，在郑州病逝。